# 第一次漢城戰役
第一次漢城戰役，又稱解放漢城。1950年6月25日朝鮮戰爭開始後，朝鮮人民軍迅速擊潰大韓民國國軍，並在6月26日展開對大韓民國首都漢城（今首爾）的攻勢，由於大韓民國國軍軍備較弱，再加上事前準備不足，守軍節節往南敗退，最後在6月28日，朝鮮人民軍成功佔領漢城。

## 背景

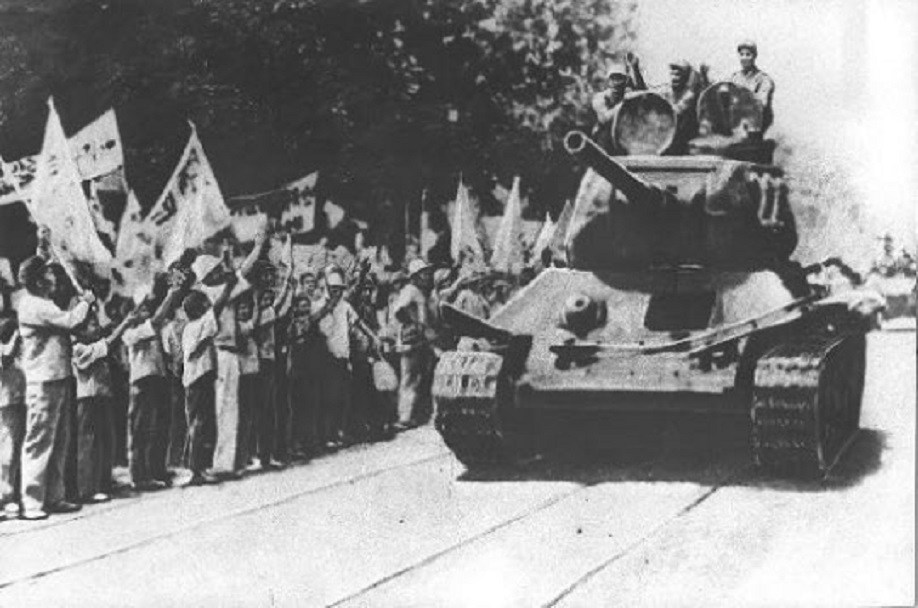
朝鮮人民軍坦克進入漢城

1950年6月25日，朝鮮人民軍越過38線，利用大砲支持T-34坦克發動閃電戰入侵。大韓民國國軍曾阻止朝鮮坦克的衝擊，但因為他們缺乏反坦克武器，也沒有坦克，根本沒法阻止入侵。最後，南韓軍隊决定炸斷漢江大橋棄守漢城。
結果三天之後朝鮮人民軍便攻下漢城。

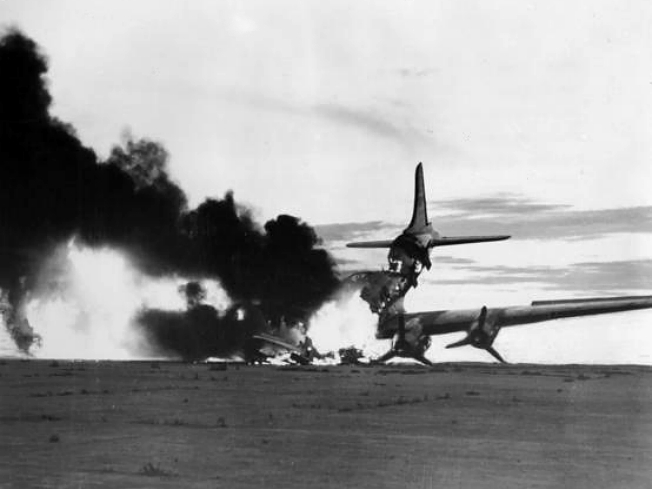
美國空軍一架道格拉斯C-54天空大師被朝鮮人民軍戰鬥機摧毀

朝鮮民主主義人民共和國自成立以來便將漢城視爲其法定首都。第一次漢城戰役後，朝鲜將首都遷至漢城並以此為軍事指揮中心，直至第二次漢城戰役战败，朝鲜将政府迁离汉城。

## 影片
- 《72小时》[1][2][3]